# Monedes romanes d'Orient
La moneda romana d'Orient fa referència al sistema monetari utilitzat a l'Imperi Romà d'Orient després de la caiguda de l'Imperi Romà d'Occident, format principalment per dos tipus de monedes, el sòlid d'or i una varietat d'altres de bronze. Cap al final de l'imperi la moneda va passar a ser emesa fonamentalment en plata i era anomenada estauràton, però també hi havia altres monedes menors de coure.

## Iconografia

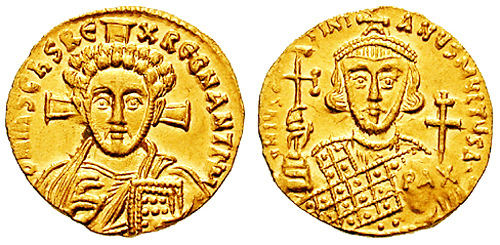
"Sòlid" amb la figura de Justinià II, segon regnat, posterior a 705.

Les monedes romanes d'Orient primerenques van seguir amb les convencions romanes tardanes: a l'anvers el cap de l'emperador en escorç i al revers normalment un símbol cristià com la creu, una Victòria o un àngel. Les monedes d'or de Justinià II van apartar-se d'aquestes convencions establertes per posar una imatge de Crist a l'anvers, i un bust o un retrat sencer de l'emperador al revers. Aquestes innovacions van fer que el Califa Abd al-Malik, qui anteriorment havia copiat estils romans d'Orient reemplaçant símbols cristians amb equivalents islàmics, finalment optés per desenvolupar un estil islàmic distintiu, utilitzant únicament textos religiosos al camp de les dues cares, imatge sostinguda fins a l'encunyació de moneda islàmica moderna.

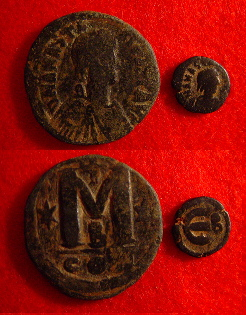
Anastasius 40 "Nummi" (M) i 5 "Nummi" (E)

El model de Justinià II va ser revifat després del final de l'Iconoclàstia, i amb algunes variacions es va mantenir com a model fins al final de l'imperi.
Al segle x, les anomenades "fol·lis anònimes" presentaven el bust de Jesús a l'anvers i la inscripció "XRISTUS/bASILEU/bASILE", la qual es pot traduir a "Déu, Emperador d'Emperadors".
Les monedes romanes d'Orient van seguir, i ho van portar a l'extrem, la tendència de reduir l'ús de metalls valuosos a l'encunyació per aconseguir monedes més primes i amb més superfície. Les monedes d'or tardanes eren oblies que podien ser doblegades amb la mà.
L'encunyació romana d'Orient va gaudir de molt prestigi que va durar fins gairebé al final de l'imperi. Molts governants europeus van tendir a seguir una versió simplificada dels patrons romans d'Orient, amb retrats dels governants amb bust frontal a l'anvers.

## Denominacions
L'inici del que es coneix com a moneda romana d'Orient pels numismàtics va començar amb la reforma monetària Anastasi I Dicor el 498, que va reformar la moneda de l'imperi romà tardà que consistia en "Sòlids" d'or i "Nummis" de bronze. El Sesterci era una moneda de bronze molt petita, entre 8 i 10 mm. de diàmetre i un pes d'entre 0,56 i una lliura romana cosa que era un gran inconvenient, ja que es necessitava un gran número d'ells fins i tot per a fer transaccions petites.

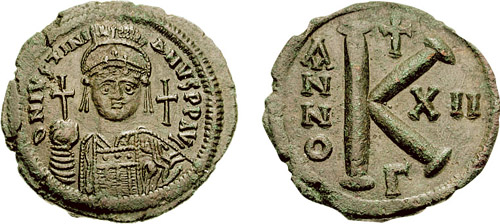
Justinià I "mig-fol·lis", 20 "Nummi". Noti's la lletra K a l'inrevés.

Noves monedes de bronze, múltiples del "Nummus", van ser introduïdes, com per exemple els 40 "Nummi" (també coneguts com a "fol·lis"), de 20 "Nummi", 10 "Nummi" i 5 "Nummi" (altres denominacions eren ocasionalment produïdes). L'anvers d'aquestes monedes presentava un retrat altament estilitzat de l'emperador mentre el revés presentava el valor de la denominació segons el sistema de numeració grec (M=40, K=20, I=10, E=5). Monedes de plata rarament se'n van produir.

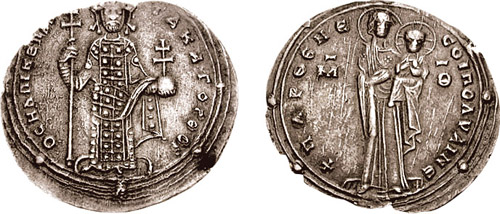
Miliarèsion de Romà III

L'única moneda de emesa amb regularitat era l'anomenat "Hexagram" emès per primera vegada per Heracli el 615 i que van durar fins al final del segle vii, encunyades amb diversitat de refinació amb un pes generalment entre els 7,5 i 8,5 grams. Va ser substituïda pel miliarèsion establert per Lleó III Isàuric al voltant del 720, i va esdevenir d'ús estàndard cap al 830 i fins al final del segle xi quan es va abandonar el seu ús pel poc calat entre la població. Les transaccions petites eren realitzades amb monedes de bronze durant aquest període.
El "sòlid" o "Nomisma" d'or van esdevenir com uns estàndard del comerç internacional fins al segle xi, quan van començar a deixar-se d'utilitzar per la poca implantació entre la població sota els emperadors que comencen cap als 1030s sota l'emperador Romà III (1028–1034). Fins a aquell temps, la puresa de l'or va mantenir-se entre 0,955–0,980.

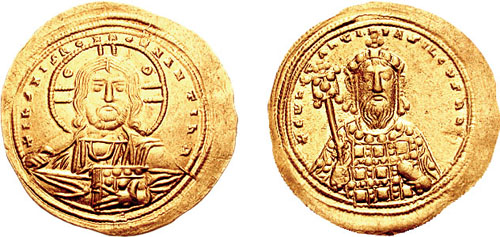
Histàmenon de Constantí VIII.

El sistema monetari romà d'Orient va canviar durant tot el segle vii quan els 40 "Nummi" van esdevenir l'única moneda de bronze regularment emesa. Justinià II (685–695 i 705–711) va intentar recuperar la mida dels "fol·lis" emesos per Justinià I, tot i així van seguir a poc a poc amb la disminució de la mida.
A principis del segle ix, un "Sòlid" de tres quartes parts el seu pes va ser emès paral·lelament al "Sòlid" de pes complet. Ambdós mantenien la puresa del metall. Formava part d'un pla, que va fracassar, perquè el mercat acceptes les monedes de menys pes pel valor d'una de pes complet. El 11⁄12 del pes la moneda va ser anomenada un tetartèron (un adjectiu comparatiu grec, literalment "quarter"), i el pes ple "Solidus" va ser anomenat l'histàmenon. El tetartèron era impopular i era només esporàdicament reestrenat durant el segle x. El pes ple "Solidus" va ser copejat a 72 a la lliura romana, més o menys 4,48 grams dins pes. Hi hi havia també solidi del pes reduït per una síliqua emesa per comerç amb l'Orient Pròxim. Aquests sòlids reduïts, amb una estrella tant damunt anvers i l'inrevés, pesaven aproximadament 4,25 g.
El "Sòlid" romà d'Orient era molt valorat a l'Europa Occidental, on era conegut com al "Bezant", una modificació de Bizàntion.

## Reforma d'Aleix I Comnè

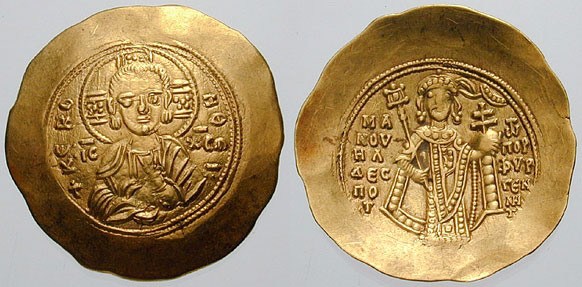
Perpra amb forma de copa de Manuel I Comnè.

Miquel IV va ascendir al tron el 1034 i va començar lentament el procés de rebaixa de la quantitat d'or de les monedes desgastant el tetartèron i l'histàmenon. Al principi es feia d'una forma gradual però després es va accelerar considerablement.
El valor va bascular des d'aproximadament 21 quirats (87,5% de puresa) durant el regnat de Constantí IX (1042–1055), 18 quirats (75%) durant Constantí X Ducas (1059–1067), 16 quirats (66,7%) amb Romà IV Diògenes (1068–1071), 14 quirats (58%) amb Miquel VII Ducas (1071–1078), 8 quirats (33%) durant Nicèfor III Botaniates (1078–1081) i entre 0 i 8 quirats durant els primers onze anys del regnat d'Aleix I Comnè (1081–1118). Amb Aleix I el desgast de les monedes "solidus" (tetartèron i histàmenon) va ser interromput i un nou encunyament d'una puresa més gran es va iniciar establint la perpra a 4,45 g. El Hipérpiron era lleugerament més petit que el sòlid.
També va ser introduïda una nova moneda anomenada "Aspro" composta en un 25% d'or i un 75% de plata i que tenia la tercera part del valor d'una Perpra o Hipérpiron.